# آناپورنا استودیوز
آناپورنا استودیوز (انگلیسی: Annapurna Studios) شرکت فیلم‌سازی هندی است، که در سال ۱۹۷۵ توسط آکنینی ناگیشور رائو تأسیس شد.